# Knieper (Essen)

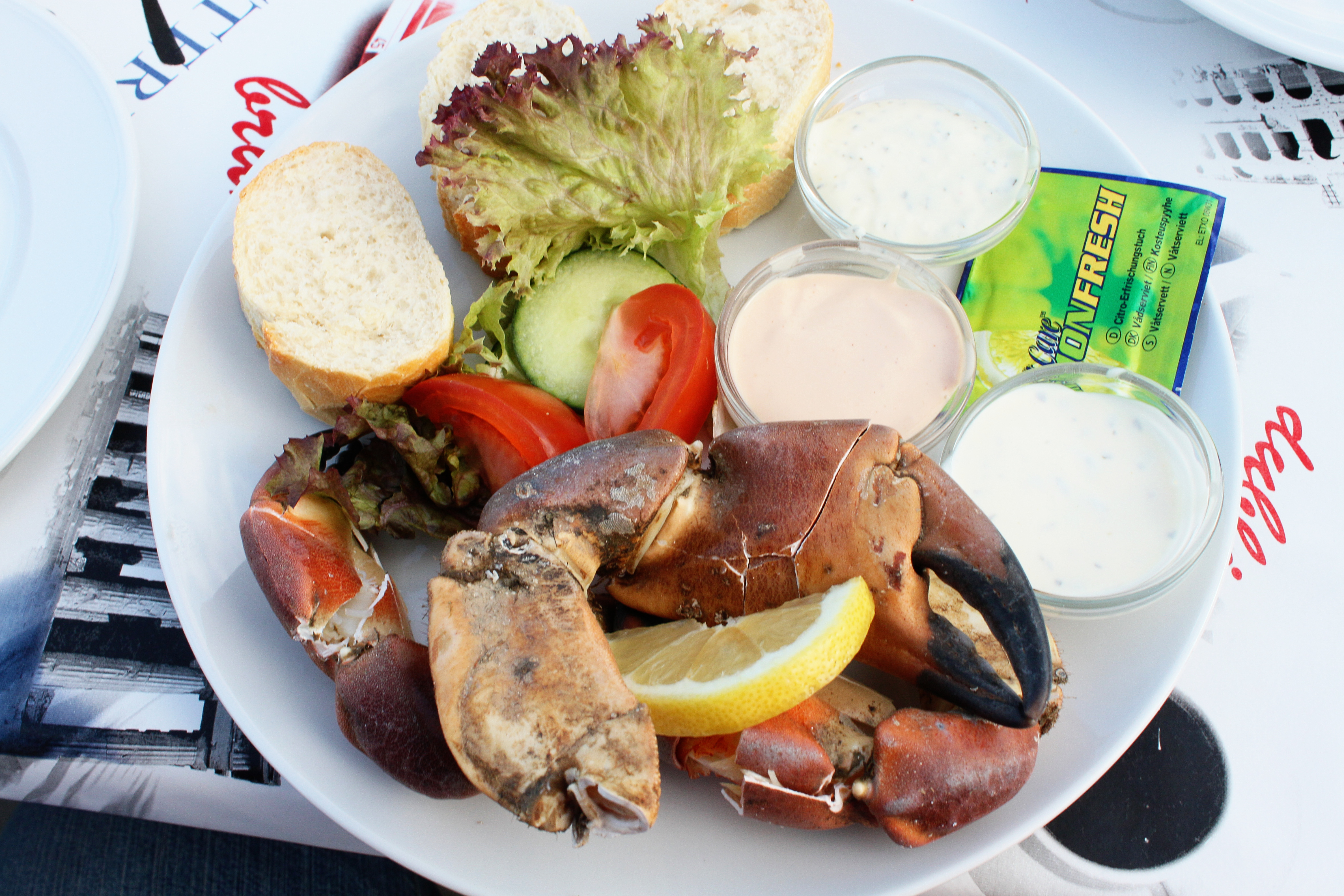
Helgoländer Knieper

Bei Knieper handelt es sich um die Scheren des Taschenkrebses. Helgoländer Knieper sind auf der deutschen Nordseeinsel Helgoland eine bekannte Spezialität der dortigen Küche.
Im helgoländischen Dialekt Halunder wie auch im Niederdeutschen steht Knieper für „Kneifer“, womit die Greifwerkzeuge der Krebse gemeint sind.
Knieper werden in helgoländischen Restaurants heiß und meist zu Portionen à einem Kilogramm serviert. Hinzu werden Toastbrot oder Baguette, Butter und mehrere Saucen (Knoblauchsauce, Curry oder sonstige) gereicht. Zum Aushöhlen der Panzerung wird ein spezielles Knieperbesteck benutzt. Teilweise muss der Restaurantgast die Scheren zuvor selbst mit einer Zange aufbrechen, um die Entnahme des innen liegenden Fleisches zu erleichtern.

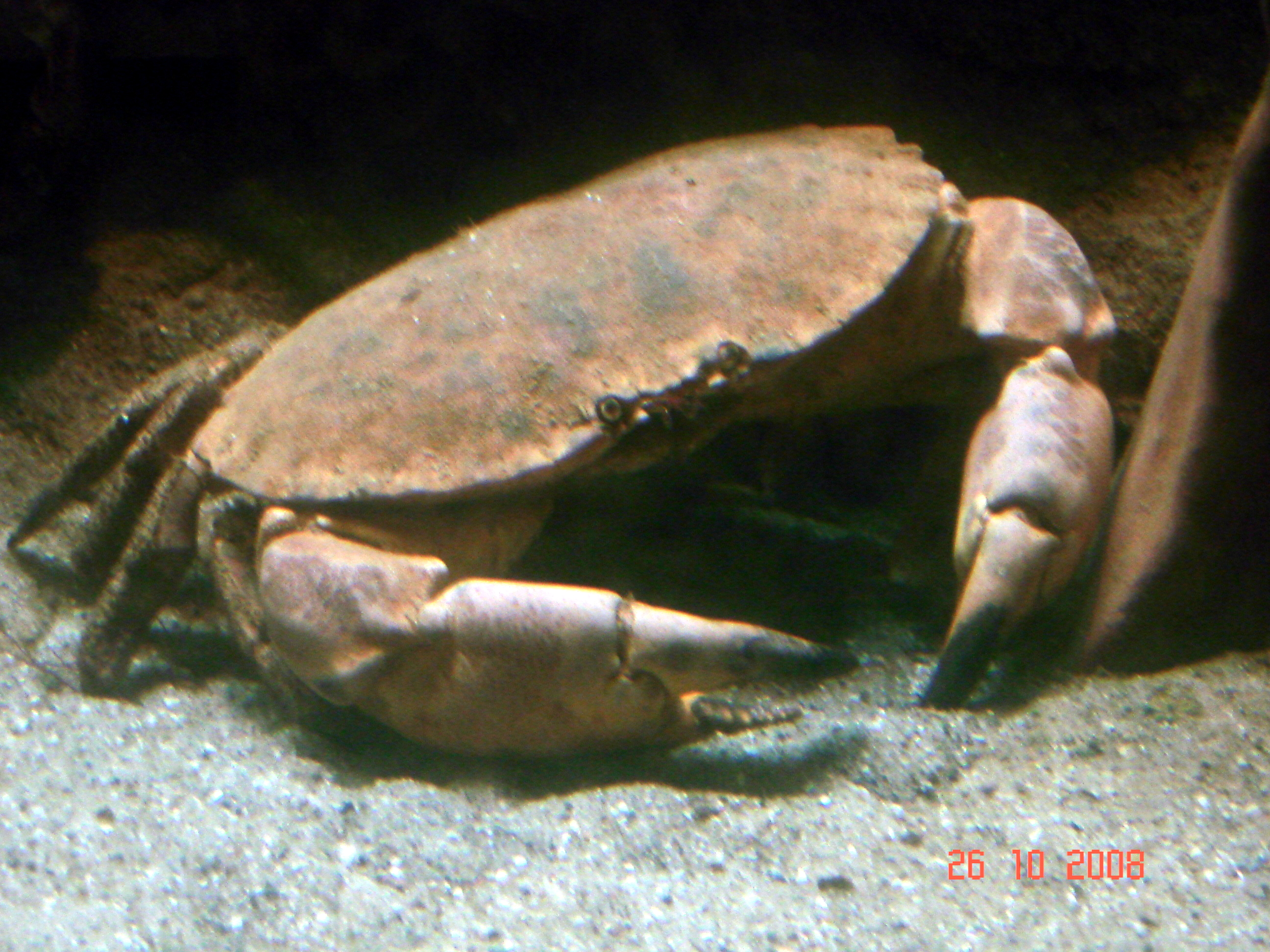
Taschenkrebs aus der Nordsee bei Helgoland
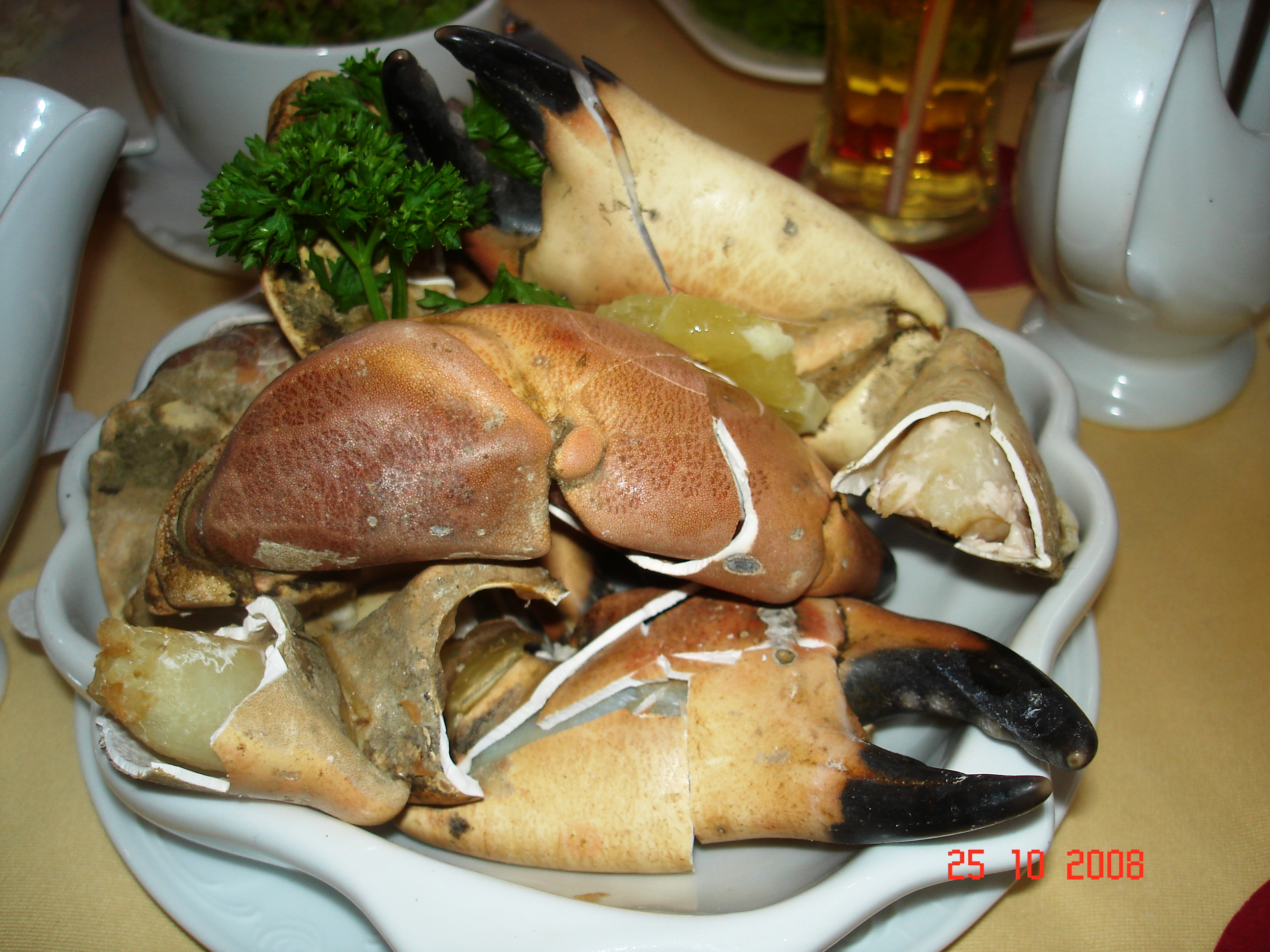
Frisch servierte Knieper